# Françoise Saur
Françoise Saur est une photographe française, née le 22 mai 1949 à Alger.
Lauréate du Prix Niépce en 1979, elle vit et travaille en Alsace.

## Biographie
Françoise Saur naît le 22 mai 1949 à Alger. Son grand-père maternel est concierge dans le plus grand hôtel de la ville, le Saint-George. Elle quitte l’Algérie à l’âge de douze ans pour venir en Alsace.
Formée à l’École Louis-Lumière et à la Folkwangschule für Gestaltung, à Essen, en Allemagne, auprès du célèbre photographe allemand Otto Steinert (1915-1978), le fondateur et théoricien de la subjektive Fotografie, Françoise Saur commence à photographier dans les années 1970.
Elle travaille sur des sujets sociologiques, dans lesquels elle s’investit totalement, en prenant le temps d’apprivoiser les territoires et de connaître les gens qu’elle photographie.
Ces projets personnels donneront lieu à la publication de plusieurs livres, parmi lesquels L’Album de Françoise en Alsace en 1985 et Vosges, terres vivantes en 1997.
En 1979, son travail est récompensé par l’attribution du prix Niépce, qui couronne un début de carrière prometteur.
Entre 1979 et 1983, elle effectue plusieurs voyages en Chine pour découvrir un pays  qui commence à s’ouvrir sur l’extérieur après la tourmente de la Révolution culturelle.
À la fin des années 1980 et au début des années 1990, elle photographie la vie paysanne dans les Vosges, travail qui sera publié en 1997 dans le livre Vosges, terres vivantes.
À la fin de la décennie, une commande du ministère de l’Agriculture lui permet de réaliser un travail similaire dans le Massif central, qui est publié en 2000 par les éditions de l’Aube sous le titre Massif Central - territoires intérieurs.
Dans les années 2000, elle effectue plusieurs séjours dans son pays natal, l’Algérie, où elle réalise les projets Femmes du Gourara, dans le sud algérien, et Petits contes algériens.

## Expositions
Liste non exhaustive

### Expositions personnelles
- 2016 : La Chambre, Strasbourg[3]

- 2021 : « Circuits courts », Musée d’art moderne et contemporain, Strasbourg

- 2022 : « Ce qu’il en reste », Musée des beaux-arts de Mulhouse

### Expositions collectives
- 1983 : Projection « Les honneurs de la maison », Rencontres d’Arles
- 1990 : Rétrospective des Prix Niépce, Musée d’art contemporain, Dunkerque
- 2010 : Rétrospective des Prix Niépce, Musée du Montparnasse Paris

## Publications
- 1985 : L’Album de Françoise en Alsace, texte de René-Nicolas Ehni, Édition AMC, Mulhouse
- 1993 : Lenteur de l’Avenir, Éditions CCF Essen et Centre culturel de Vandœuvre
- 1997 : AtelierRéalité, Édition Espace Lezard, Colmar
- 1997 : Vosges terres vivantes, textes de Claudie Hunzinger, Éditions Impressions Graphiques, Mulhouse
- 2000 : Massif Central territoires intérieurs, textes de C. Michel, Y. Michelin, V. Piveteau, Éditions de l’Aube
- 2000 : Paroles de femmes, photographies de Françoise Saur, textes de Claudie Hunzinger, Éditions Club de prévention, Colmar
- 2003 : V’Herbe, textes de Claudie Hunzinger, photographies de Françoise Saur, éditions Sabença de la Valeia, Barcelonnette, pour les musées de Colmar, de la Vallée, Salagon
- 2003 : Femmes de Timmimoun, texte de Dalila Morsly
- 2007 : Portrait de Famille 47°35’nord 7°33’est, Éditions Tiré à Part
- 2009 : Les éclats du miroir, petite contes algériens, texte de Boualem Sansal, postface de Jean-Jacques Deluz, Éditions Trans Photographic Press  (ISBN 2-91317-665-8)
- 2014 : Femmes du Gourara, textes de Abdelkader Djemaï, préface de Rachid Bellil, Éditions Médiapop
- 2017 : Les années Combi, texte de Michèle Lision, Éditions Médiapop.  (ISBN 2918932558)

## Prix et distinctions
- 1979 : Prix Niépce
- 2005 : Prix du CEAAC (Centre européen d’actions artistiques contemporaines) à Strasbourg.